# Paul Freymuth
Paul Freymuth (geboren 20. Juli 1881 in Mehlauken; gestorben 25. Juni 1944 in Weimar) war ein deutscher Rechtsanwalt und Landgerichtsdirektor in Dortmund und jüdisches Opfer des Faschismus.

## Leben
Freymuth stammte aus bürgerlichem Elternhaus mit jüdischen Wurzeln und studierte Rechtswissenschaften. Seit 1927 war er Landgerichtsdirektor in Dortmund. Im August 1933 wurde er nach §5 BBG als Amtsgerichtsrat nach Recklinghausen zwangsversetzt. 1935 trat er zwangsweise in den Ruhestand. Im Jahre 1936 verzog die Familie nach Garmisch. Im darauffolgenden Jahr 1937 soll er dann in Jena Wohnung genommen haben, wo er mit seiner Frau und den drei Töchtern am Johannisplatz 16 wohnte. Am 10. November 1938 wurde er gleich 17 anderen jüdischen Männern in das KZ Buchenwald verschleppt und kehrte nach einigen Wochen mit eingeschlagenen Schneidezähnen zu seiner Familie zurück. Am 14. Juni 1944 wurde er erneut verhaftet und erneut nach Buchenwald gebracht, wo er zehn Tage später ums Leben kam.
Am 27. Januar 1948 gab seine Witwe Margarete bei der Kriminalpolizei Jena Auskünfte über die Umstände seiner Drangsalierung und seines Todes zu Protokoll. Dabei berichtete sie über die grausamen Verhörmethoden des Gestapobeamten Waldemar Eißfeld.
Im Jahre 2009 wurde von dem Künstler Gunter Demnig vor dem Haus Johannisplatz 16 in Jena ein Stolperstein zu seinem Gedenken gelegt.